# Ainārs Kovals
Ainārs Kovals (* 21. listopadu 1981, Riga) je lotyšský atlet, který v roce 2008 vybojoval na letních olympijských hrách v Pekingu v osobním rekordu 86,64 m stříbrnou medaili v hodu oštěpem.
Úspěchy sbíral také na světových letních univerziádách, kde získal dvě zlaté a jednu bronzovou medaili. Mezi jeho další úspěchy patří 7. místo na světovém šampionátu 2005 v Helsinkách, 5. místo na Mistrovství Evropy v atletice 2006 v Göteborgu, 7. místo na Mistrovství světa v atletice 2009 v Berlíně a 6. místo na evropském šampionátu 2010 v Barceloně.